# 15017 Каппі
15017 Каппі (15017 Cuppy) — астероїд головного поясу, відкритий 22 вересня 1998 року.

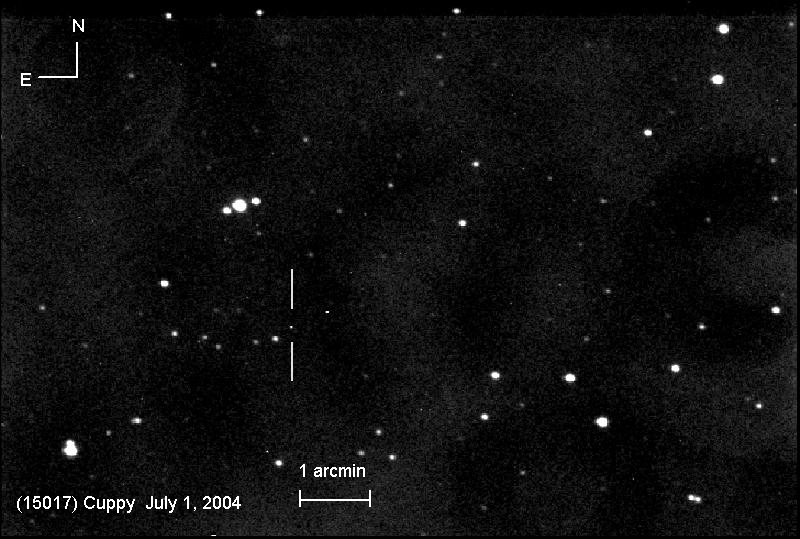
15017 Каппі, 2004.

Тіссеранів параметр щодо Юпітера — 3,549.